# Dominique Avon
Dominique Avon (Gand, 25 novembre 1968) è uno storico, scrittore e giornalista francese, specialista di storia delle religioni.
Studia soprattutto i rapporti fra Cristianesimo e Islam oltre che esponenti cattolici del XX secolo dell'ordine dei Gesuiti e dei Domenicani. Lavora presso il laboratorio CERHIO-LHAMANS e collabora con la rivista Nunc.